# Cole Krueger
Cole William Isaac Krueger (* 22. August 1991 in Pittsburgh) ist ein ungarischer, ehemals US-amerikanischer Shorttracker.

## Werdegang
Cole Krueger trat erstmals bei den Juniorenweltmeisterschaften 2010 in Taipei in Erscheinung. Dort wurde er Zehnter im Mehrkampf und Sechster mit der Staffel. Im Weltcup startete er erstmals im November 2014 in Salt Lake City und belegte dabei den 38. Platz über 1000 m, den 20. Rang über 1500 m und den dritten Platz mit der Staffel. Bei den Weltmeisterschaften 2015 in Moskau wurde er Achter mit der Staffel. Im folgenden Jahr kam er bei den Weltmeisterschaften in Seoul auf den siebten Platz mit der Staffel und errang beim Weltcup in Dresden den dritten Platz mit der Staffel. Seit der Saison 2017/18 startet er für Ungarn. Im Januar 2018 holte er bei den Europameisterschaften in Dresden die Bronzemedaille mit der Staffel. In der Saison 2018/19 holte er in Calgary mit der Staffel seinen ersten Weltcupsieg und lief in Dresden auf den dritten Platz mit der Staffel. Bei den Europameisterschaften 2019 in Dordrecht gewann er mit der Staffel die Goldmedaille. Im März 2019 holte er bei den Weltmeisterschaften in Sofia die Bronzemedaille mit der Staffel.

## Weltcupsiege im Team
| Nr. | Datum             | Ort        |
| --- | ----------------- | ---------- |
| 1.  | 4. November 2018  | Calgary 1  |
| 2.  | 10. November 2019 | Montreal 1 |

## Persönliche Bestzeiten
- 500 m      41,305 s (aufgestellt am 4. November 2018 in Calgary)
- 1000 m    1:24,412 min. (aufgestellt am 14. Januar 2018 in Dresden)
- 1500 m    2:13,955 min. (aufgestellt am 10. November 2018 in Salt Lake City)